# Jean Isaac Perrin
Pour les articles homonymes, voir Perrin.
Jean Isaac Perrin, né le 11 octobre 1842 à Baix (Ardèche) et mort le 3 septembre 1904 à Saint-Lager-Bressac (Ardèche), est un homme politique français.

## Biographie
Propriétaire terrien, il est président de la société d'agriculture de l'Ardèche. Conseiller municipal de Baix en 1869, il devient par la suite adjoint, puis maire. Conseiller d'arrondissement, il est ensuite conseiller général du canton de Chomérac. Il est député de l'Ardèche de 1896 à 1904.

## Sources
- « Jean Isaac Perrin », dans le Dictionnaire des parlementaires français (1889-1940), sous la direction de Jean Jolly, PUF, 1960 [détail de l’édition]